# Война кроу

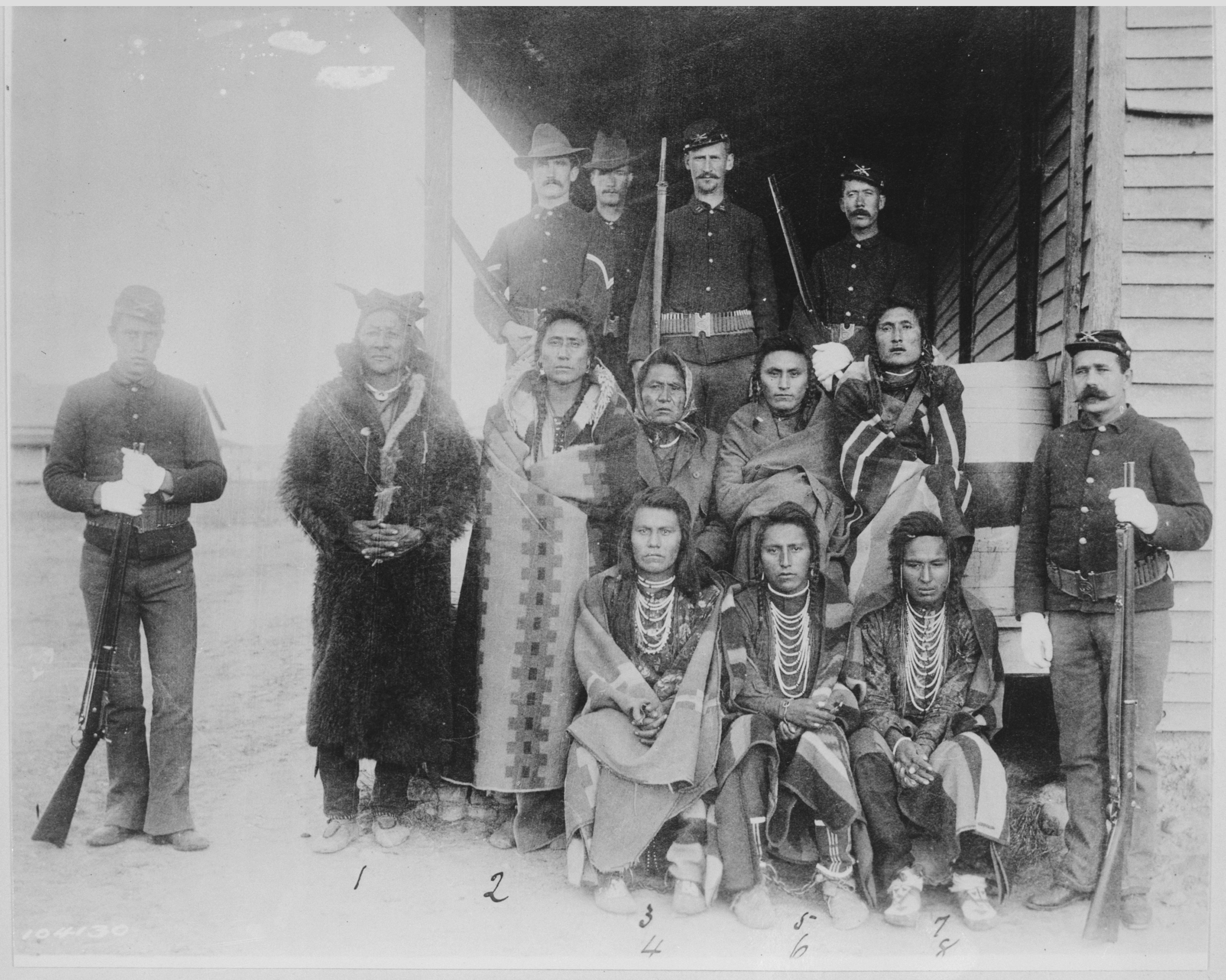
Арестованные кроу, Монтана, 1887 г.

Война кроу (англ. Crow War), также известная как Восстание кроу (англ. Crow Rebellion) или Восстание Носителя Сабли (англ. Sword Bearer Rebellion) — единственный вооружённый конфликт между США и индейским народом кроу, происходивший на Территории Монтана в 1887 году.

## Предыстория
В 1887 году пикани и кроу оказались в центре небольшого конфликта, в котором обе стороны совершали набеги за лошадьми друг против друга. В конце весны военный отряд пикани угнал несколько лошадей из резервации кроу. Несмотря на возражения вождей, воин Носитель Сабли решил отправиться в набег против пикани. Прежде его звали Кутающий Свой Хвост, но после того, как он увидел видение о сабле, косящей деревья словно траву, сменил имя. Носитель Сабли верил, что до тех пор, пока он будет брать с собой в бой саблю, с ним ничего не случится. Через некоторое время к нему присоединились другие кроу, в основном подростки, которые стремились прославиться. Носитель Сабли велел одеваться им в красную фланель и носить сабли.
Собрав своих последователей, Носитель Сабли совершил набег в резервацию Блэкфит. Кроу угнали около 60 лошадей, убив при этом нескольких пикани. Вернувшись домой 30 сентября, Носитель Сабли и его люди отпраздновали удачный рейд, кружа вокруг дома индейского агента Генри Уильямсона и стреляя в воздух. Уильямсон не одобрял индейские набеги и приказал резервационной полиции арестовать конокрадов, но её представители отказались выполнять его указания, пикани были традиционными врагами кроу и по мнению полицейских, Носитель Сабли совершил подвиг. Тогда индейский агент телеграфировал в форт Кастер и призвал на помощь армию, сообщив при этом, что кроу обстреляли его дом. Узнав, что американские военные его разыскивают, Носитель Сабли, уверенный в своей магии, не стал скрываться, и вместе со своими последователями, отправился навстречу солдатам.

## Ход восстания
Когда солдаты заметили приближающихся воинов кроу, примерно в 140 метрах от них, они предположили, что их атакуют, и зарядили пушку. Когда военные попытались выстрелить из неё, пушка не сработала, возможно из-за того, что ранее шёл дождь. Однако последователи Носителя Сабли решили, что дело в его магии, которая действительно защищает. Воины кроу скрылись в горах Бигхорн.
К этому времени вожди и воины кроу уже были весьма обеспокоены ситуацией. Верховный вождь племени, Много Подвигов, приказал резервационной полиции начать поиски Носителя Сабли и его людей, чтобы белые американцы не запаниковали, но было уже слишком поздно, так как сотни поселенцев уже начали покидать территории вокруг резервации кроу.
Бригадный генерал Томас Ругер возглавлял военных в фортах Кастер и Маккинни, Территория Вайоминг. В октябре 1887 года он получил приказ начать экспедицию в сторону резервации Нортерн-Шайенн, чтобы помешать любому из местных жителей присоединиться к враждебным кроу. Колонна из форта Кастер вышла под командованием генерала Ругера и полковника Нейтана Дадли, в неё входили пять отрядов 1-го кавалерийского полка, один отряд из 7-го кавалерийского полка и одна рота 3-го пехотного полка. 4 ноября солдаты достигли гор Бигхорн и на следующий день столкнулись с восставшими, расположившимися лагерем примерно в 5 километрах к северу от места битвы при Литл-Бигхорне. В 10:30 утра Томас Ругер выдвинул Носителю Сабли условие, по которому он должен был капитулировать в течение полутора часов. Когда время истекло, бригадный генерал отдал приказ своим солдатам готовиться к бою. 
Носитель Сабли во главе 120 воинов атаковал солдат Ругера. Атака была отбита, и кроу отступили к небольшому лесу, который располагался вдоль реки. Во время боя Носитель Сабли попытался ободрить своих людей, выехав перед солдатами, но те ранили его и его коня. Большинство восставших капитулировали, но некоторые остались в горах Бигхорн и позднее сдались полиции кроу.
Носитель Сабли бежал в район реки Литл-Бигхорн. Отец нашёл его и призвал вернуться в резервацию, чтобы сдаться. Спустя некоторое время, Огненный Медведь, один из резервационных полицейских, убил Носителя Сабли в нескольких километрах от агентства кроу.

## Итоги
13 ноября колонна Ругера вернулась в форт Кастер, война кроу закончилась. Семь воинов кроу были убиты и девять ранены. Еще девять человек были взяты в плен. Те, кто не принимали участия в сражении и сдались ранее, были доставлены в форт Снеллинг, штат Миннесота. Солдаты Ругера потеряли в бою одного убитым и двух ранеными. Война кроу стала последним вооружённым конфликтом между американской армией и индейцами в Монтане. Многие кроу были недовольны действиями Носителя Сабли, полагая, что он мог принести племени лишь страдания.